# Новы-Томысль (гмина)
Новы-Томысль (пол. Nowy Tomyśl) — гмина (волость) в Польше, входит как административная единица в Новотомыский повет, Великопольское воеводство. Население — 24 033 человека (на 2004 год).

## Сельские округа
1. Боруя-Косцельна
2. Буковец
3. Циха-Гура
4. Хойники
5. Глинно
6. Грубско
7. Ястшембско-Старе
8. Козе-Ляски
9. Нова-Боруя
10. Нова-Ружа
11. Папрод
12. Пшиленк
13. Ружа
14. Сонтопы
15. Сенково
16. Стары-Томысль
17. Шарки
18. Вытомысль

## Соседние гмины
1. Гмина Гродзиск-Велькопольски
2. Гмина Куслин
3. Гмина Львувек
4. Гмина Медзихово
5. Гмина Опаленица
6. Гмина Седлец
7. Гмина Збоншинь